# El jardín del Profeta
El Jardín del Profeta es un libro escrito por Yibrán Jalil Gibran publicado póstumamente en el año 1933, a cargo de Barbara Young.

## Argumento
El relato es la continuación de un libro escrito con anterioridad llamado El profeta. Cuenta cómo el personaje principal regresa a su tierra y se reúne con sus amigos en torno al jardín de su casa para dialogar de temas relacionados con las acciones cotidianas, las dudas que nos surgen como seres humanos, pero de una forma metafórica. Se van desgranando los diversos temas del libro referenciando, por un lado, jardines, como el jardín del edén, los jardines colgantes de Babilonia, el jardín de Nakht, y por otro lado, elementos vegetales, como el tejo, el sicómoro, etc.
Por ejemplo, cuando habla del jardín del edén dice “el jardín es la arquitectura del alma”, en referencia a la espiritualidad que sugiere este espacio como origen de la vida para el cristianismo.
Parece que su inspiración se basa en las religiones predominantes tanto en occidente como en oriente, pero se intuyen rasgos del hermetismo por las similitudes con respecto a El Kybalión.